# Zoltán von Szabó
Zoltán von Szabó ( 1882 - 1944) fue un botánico y micólogo húngaro.
Trabajó en investigaciones con Dipsacaceae y en la "Estación de Ensayos de simientes de Budapest".

## Algunas publicaciones
- 1905. Über eine neue Hyphomyceten-Gattung. Hedwigia 44: 76-77
- 1905. Monographie der Gattung eKnautiae, Inaugural-Dissertation, welche. Ed. W. Engelmann
- 1926. Ueber Spätresultate nach konservativen Myomoperationen. Maschinenschrift.

- La abreviatura «Szabó» se emplea para indicar a Zoltán von Szabó como autoridad en la descripción y clasificación científica de los vegetales.[1]

Se poseen 89 registros IPNI de sus identificaciones y clasificaciones de nuevas especies, las que publicaba habituamente en : Magyar Tud. Akad. Mat. Term. Ertes. lvi.; Magyar Bot. Lapok; Bot. Jahrb. Syst. lvii.; Mat. Term. Kozl.; Math. Term. Kozl. Budapest; Bot. Kozl.; Nuov. Giorn. Bot. Ital.